# S
S und s (gesprochen: [ʔɛs]) ist der 18. Buchstabe des klassischen und der 19. Buchstabe des modernen lateinischen Alphabets. Das S ist ein Konsonant. In deutschen Texten tritt es mit einer durchschnittlichen Häufigkeit von 7,27 % auf: es ist dort der vierthäufigste Buchstabe, der zweithäufigste Konsonant. Historisch haben sich verschiedene Zeichen zur Darstellung des s und seiner Kombinationen entwickelt (S, ſ, s, ß, ẞ). Zu den Buchstaben Langes s („ſ“), Schluss-s, Scharfes s („ß“) und Großes Eszett („ẞ“) gibt es jeweils eigene Lemmata.

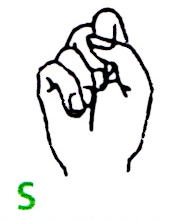
Buchstabe S im Fingeralphabet

Das Fingeralphabet für Gehörlose bzw. Schwerhörige stellt den Buchstaben S dar, indem die geschlossene Faust vom Körper weg zeigt und der Daumen vor den Fingern zu liegen kommt.

## Geschichte des Buchstabens S
| Bogen (protosinaitisch) | Phönizisches Schin | Griechisches Sigma | Etruskisches S | Römisches Kapital-S                     |
| Bogen (protosinaitisch) | Phönizisches Schin | Griechisches Sigma | Etruskisches S | Römisches Kapital-S (2.–5. Jahrhundert) |

Die protosinaitische Urform des Buchstabens stellt einen Bogen dar. Im phönizischen Alphabet wurde der Buchstabe etwas geometrisiert und bekam den Namen Schin, was Bogen bedeutet. Der Lautwert des Schin bei den Phöniziern war [ʃ].
Das Griechische kannte den Laut [ʃ] nicht. Das Schin wurde dennoch in das griechische Alphabet übernommen. Die Griechen änderten den Lautwert in [s], außerdem drehten sie den Buchstaben um 90 Grad entgegen (!) dem Uhrzeigersinn. Mit der Änderung der Schreibrichtung auf von-links-nach-rechts wurde der Buchstabe dann noch gespiegelt und erhielt so seine bis heute als Sigma bekannte Gestalt.
Die Etrusker übernahmen von den Griechen die gedrehte, aber noch nicht gespiegelte Variante. Im Etruskischen verlor der Buchstabe mit der Zeit seine oberste Linie und sah wie ein umgedrehtes Z aus. Die Römer übernahmen dieses Zeichen, machten es jedoch fließender. Der Lautwert des S blieb bei Etruskern und Römern das [s].
| Unzial S                   | Karolingische Minuskel s                    | Textura                      | Fraktur              | Deutsche Kurrentschrift                      |
| Unzial (3.–9. Jahrhundert) | Karolingische Minuskel (8.–11. Jahrhundert) | Textura (ab 12. Jahrhundert) | Fraktur (ab um 1514) | Deutsche Kurrentschrift (ab 16. Jahrhundert) |

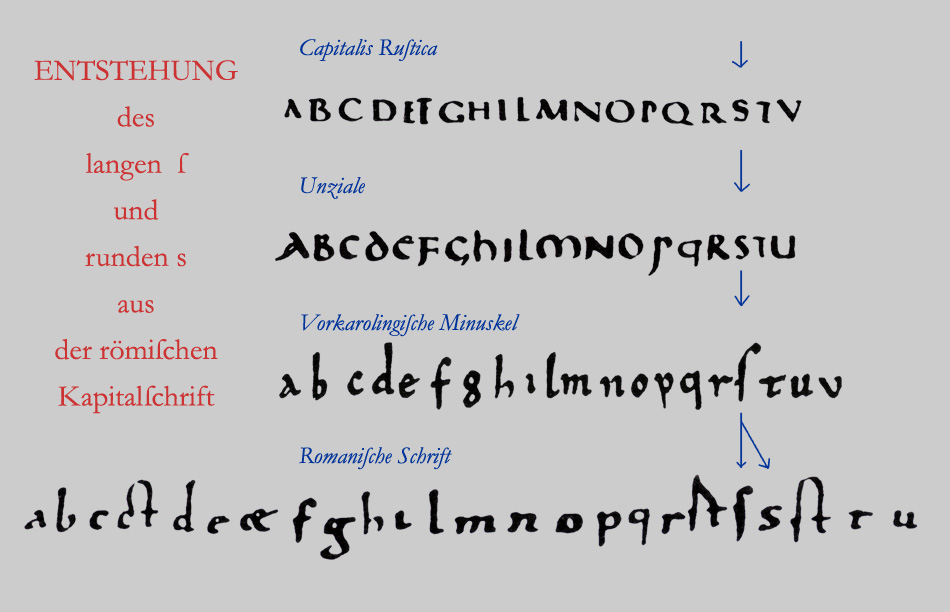
Entstehung des langen ſ und runden s aus der römischen Kapitalschrift

Für den Kleinbuchstaben s wurden mehrere Zeichen entwickelt: Zum einen das runde s (s) eine verkleinerte Version des Großbuchstabens S, zum anderen das lange s „ſ“, das seinen Ursprung wahrscheinlich in zügiger Schreibschrift hat. Im Schriftbild wurde das lange s im Wort-, Silben- und Stammanlaut und meist innerhalb eines Wortes verwendet, das runde s vor allem am Ende eines Wortes oder Teilwortes (zu den Regeln vergleiche den Artikel Langes s). Übrigens gibt es auch vom kleinen griechischen Sigma je eine Variante für die Position Wortanfang und Wortmitte (σ) und Wortende (ς), und auch hier kann die finale Variante sowohl am Wort- als auch (wenn auch seltener, und nach nicht ganz den gleichen bzw. so klaren Regeln wie im Deutschen) am Morphem-Ende eintreten. Siehe auch Entstehung des Minuskel-s im Artikel „Langes s“.
| Humanistische Kursive                   | Renaissance-Antiqua                      | Klassizistische Antiqua                           | Egyptienne                | Grotesk                |
| Humanistische Kursive (15. Jahrhundert) | Renaissance-Antiqua (ab 16. Jahrhundert) | Klassizistische Antiqua (ab Ende 18. Jahrhundert) | Egyptienne (ab etwa 1830) | Grotesk (ab etwa 1830) |

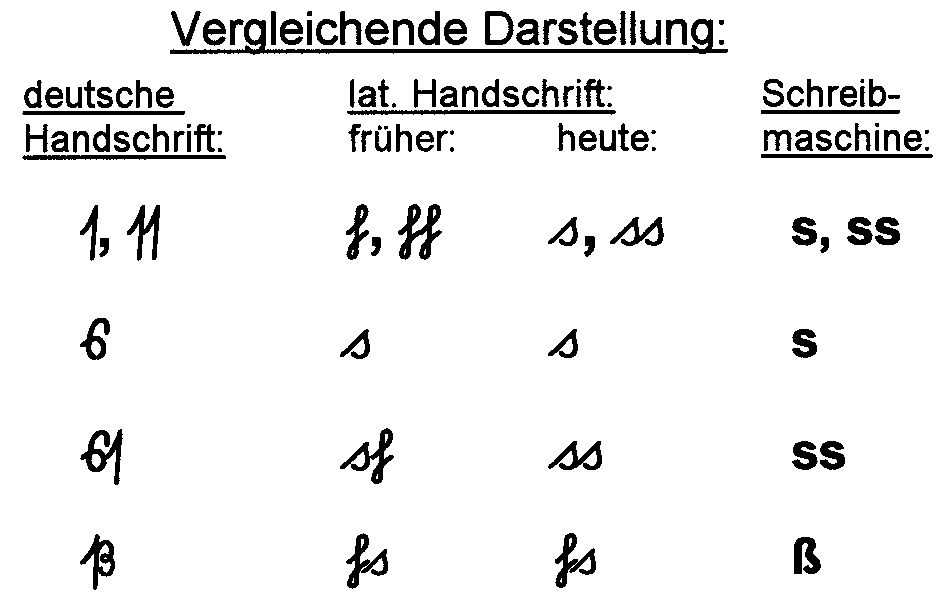
Vergleichende s-Schreibung, Hamburger Rechtsamt 1955. Abweichend davon wird in der modernen lateinischen Handschrift ebenfalls ß verwendet.

In den gebrochenen Schriften ist in der deutschen Rechtschreibung weiterhin die Unterscheidung zwischen langem und rundem s verpflichtend. Frühe Antiquaschriften enthielten den Buchstaben ebenfalls oft, dort kam er jedoch außer Gebrauch. Das lange s hat allerdings im Deutschen seine Spur im Buchstaben ß hinterlassen, das auf eine Ligatur aus ſ und z oder s zurückgeht. Die genaue Herkunft des Eszett ist bisher ungeklärt, Informationen hierzu im Artikel ß.

### Bezeichnungen der S-Varianten
Teilweise wird hier wegen spezifischer Formen unterschieden in: lateinische Kursivhandschrift; Druck-Antiqua; Fraktur; deutsche Kurrentschrift. Besonders umgangssprachlich werden die Begriffe auch schriftenübergreifend verwendet, besonders beim „ß“. Manche Begriffe erschließen sich erst sicher durch das verwendete System der Gegenbegriffe im Text.
| S         | ſ                            | ſ                        | ſ                        | ſ                        | s                   | s                   | s                   | s                       | ß                                         | ß                                      | ß                             | ß                             |
|           | Kursive                      | Antiqua                  | Fraktur                  | Kurrent                  | Kursive             | Antiqua             | Fraktur             | Kurrent                 | Kursive                                   | Antiqua                                | Fraktur                       | Kurrent                       |
| --------- | ---------------------------- | ------------------------ | ------------------------ | ------------------------ | ------------------- | ------------------- | ------------------- | ----------------------- | ----------------------------------------- | -------------------------------------- | ----------------------------- | ----------------------------- |
| großes S  | kleines Lang-s               | kleines Lang-s           | kleines Lang-s           | kleines Lang-s           | kleines s           | kleines s           | kleines s           | kleines s               |                                           |                                        |                               |                               |
|           | langes s                     | langes s                 | langes s                 | langes s                 | rundes s            | rundes s            | rundes s            | rundes s                | scharfes s                                | scharfes s                             | scharfes s                    | scharfes s                    |
|           | langes s                     | langes s                 | langes s                 | langes s                 | kurzes s            | kurzes s            | kurzes s            | kurzes s                |                                           |                                        |                               |                               |
| Groß-S    | Lang-S                       | Lang-S                   | Lang-S                   | Lang-S                   | Kurz-S              | Kurz-S              | Kurz-S              | Kurz-S                  | Scharf-S                                  | Scharf-S                               | Scharf-S                      | Scharf-S                      |
|           | Anlaut-s                     | Anlaut-s                 | Anlaut-s                 | Anlaut-s                 | Auslaut-s           | Auslaut-s           | Auslaut-s           | Auslaut-s               |                                           |                                        |                               |                               |
|           | Silbenanfang-s               | Silbenanfang-s           | Silbenanfang-s           | Silbenanfang-s           | Schluss-s           | Schluss-s           | Schluss-s           | Schluss-s               |                                           |                                        |                               |                               |
|           | Inlaut-s                     |                          |                          |                          |                     |                     |                     |                         |                                           |                                        |                               |                               |
|           | Pastoren-s (norddt.; Paſtor) |                          |                          |                          |                     |                     |                     |                         | Straßen-s (analog zu Vogel-V)             | Straßen-s (analog zu Vogel-V)          | Straßen-s (analog zu Vogel-V) | Straßen-s (analog zu Vogel-V) |
|           |                              |                          |                          |                          |                     |                     |                     |                         | SZ / Eszett (von Fraktur übernommen)      | SZ / Eszett (von Fraktur übernommen)   | SZ / Eszett                   | SZ / Eszett                   |
| [Vers. 1] | Schleifen-s                  |                          |                          |                          | rundes s            | rundes s            |                     |                         | ß                                         | ß                                      | ß                             | ß                             |
| [Vers. 1] | langes s                     |                          |                          |                          | rundes s            | rundes s            |                     |                         | ß                                         | ß                                      | ß                             | ß                             |
| [Vers. 2] | langes s                     | langes s                 | langes s                 | langes s                 | rundes s            | rundes s            | rundes s            | Schleifen-s             |                                           |                                        |                               |                               |
|           |                              | Schaft-s                 | Schaft-s                 | Schaft-s                 | Schlängel-s         | Schlängel-s         | Schlängel-s         |                         | Buckel-s                                  | Buckel-s                               |                               |                               |
|           |                              |                          |                          |                          | kleines Schlangen-S | kleines Schlangen-S | kleines Schlangen-S |                         | Rucksack-s                                | Rucksack-s                             |                               |                               |
|           |                              | Stangen-s (Bayr., hist.) | Stangen-s (Bayr., hist.) | Stangen-s (Bayr., hist.) |                     |                     |                     | Ringel-s (Bayr., hist.) | Dreierles-s (landschaftlich, Schwaben)    | Dreierles-s (landschaftlich, Schwaben) |                               |                               |
|           |                              |                          |                          |                          |                     |                     |                     |                         | Doppel-s (Schweiz, uneindeutig ggü. „ss“) |                                        |                               |                               |

Es existieren auch Schreibweisen mit -Es statt nur s. Die Formulierung scharfes s wird neben dem Zeichen auch für die Aussprache verwendet, wo es im Gegensatz zum weichen s bzw. milden s steht, und letztendlich auch durch Buchstabenkombinationen wie ss beziehungsweise früher ſſ umgesetzt wird. Ebenso gibt es die Formulierung kurzes s für die Ausspracheart. Im Englischen gibt es auch die Bezeichnung rucksack-s bzw. sputnik-s für das Plural-s.

### Verwendung und Aussprache
Leser mit Deutsch als Muttersprache müssen sorgfältig zwischen den Buchstaben s und z einerseits und den Zeichen der Lautschrift, dem [s] und dem [z] andererseits, unterscheiden, wie die Beispiele „70“ und „nass“ verdeutlichen. Das Wort Siebzig hat die Aussprache [ˈziːpt͡sɪç], die Aussprache von nass wird als [nas] dargestellt. Der Buchstabe s gehört mit seiner Aussprache [z] zu den Konsonantengraphemen, die im Normalfall (einzeln vor Vokal am Wortanfang oder im Wortinnern zwischen Vokalen) stimmhafte bzw. Lenis-Obstruenten darstellen (b, d, g, s, w /b, d, g, z, v/) und damit den entsprechenden stimmlosen Fortis-Obstruentenbuchstaben gegenüberstehen (p, t, k, ß, f /p, t, k, s, f/). Es ist aber ein typisches Phänomen im Deutschen, dass unter bestimmten Bedingungen diese Konsonantenbuchstaben wie ihre entsprechenden Fortis-Pendants ausgesprochen werden (Erbse, Smaragd, Möwchen).
Dieses Aussprachephänomen in der deutschen Standardsprache ist hauptsächlich abhängig von der Stellung des dem Buchstaben zugeordneten Lautes in der Sprechsilbe.
Für s gilt wie für b, d, g, w:
- Am Silbenende werden sie als (stimmlose) Fortis gesprochen (Kasten, Kosmos, Haus, das, liebte, ab, Widmung, und, Smaragd, jegliche, Möwchen).
- Vor weiteren stimmlosen Fortis-Obstruenten werden sie als (stimmlose) Fortis gesprochen (Skat, Ast, Abt, Erbse, Smaragd).

- Am Silbenanfang (wenn kein Fortis vorangeht und kein Fortis folgt) werden sie dagegen als Lenis-Phonem (in dieser Position also bedeutungsunterscheidend) gesprochen (See, Rose, Gänse, Elbe, übrig, gleich, wringen). Dieser Laut ist in der Standardsprache stimmhaft, im südlichen Deutsch jedoch im Falle von s stimmlos. Damit lässt er sich im süddeutschen Bereich oft nicht klar von ß trennen. Ähnlich fällt im süddeutschen Bereich b (und oft auch d und g) mit der Aussprache von p (t, k) zusammen.

Für s gilt darüber hinaus:
- Nicht nur vor stimmlosen Fortis-Obstruenten, sondern vor allen Konsonantenbuchstaben wird s als (stimmlose) Fortis gesprochen (Slalom, Smaragd, Swinemünde)
- Daraus folgt auch, dass ss nicht für den Lenis-, sondern für den Fortis-Laut als „Kürzezeichen“ bzw. zur Darstellung des Silbengelenks verwendet wird (küssen, lässt).
- In st und sp wird es am Silbenanfang wie „sch+t“ /ʃt/ bzw. „sch+p“ /ʃp/ gesprochen (Stadt, Gespenst).
- Der Trigraph „sch“ wird als Zischlaut /ʃ/ ausgesprochen (schon, Asche).
- Nach l, n, m, ng kann vor /s/ ein Sprosskonsonant (ein Plosiv mit entsprechendem Artikulationsort) eingeschoben werden, so dass z. B. nst nicht anders als nzt (Kunst – grunzt), mst nicht anders als mpst (rummst – plumpst) und ngst nicht anders als nkst (singst – sinkst) gesprochen wird.

### Lautgeschichte
Im Althochdeutschen und im Mittelhochdeutschen gab es drei verschiedene s-Laute (und später zusätzlich den sch-Laut).
Das ererbte germanische s blieb vor anderen Konsonanten, am Wortende und in der Gemination ss ein stimmloser retrahierter apiko-alveolarer Frikativ [s̠̺] (d. h. es wurde mit deutlicher Tendenz zum sch-Laut aber ohne Lippenrundung gesprochen). Vor Vokalen wurde ein kurzes s jedoch zu einem stimmhaften retrahierten apiko-alveolaren Frikativ [z̠̺] (d. h. es wurde mit deutlicher Tendenz zum j-Laut wie in Journal aber ohne Lippenrundung gesprochen). Beispiele hierfür sind Wörter wie mittelhochdeutsch stein, kuss (stimmlos) und sunne, kirse (stimmhaft).
Das in der 2. Lautverschiebung aus kurzem t entstandene z/zz war ein lamino-dentaler Frikativ [s̪̻] (d. h. es wurde wie das heutige ß und mit starkem Zischton gesprochen). Beispiele hierfür sind Wörter wie mittelhochdeutsch ezzen, daz, groz, hirz. Es ist nicht zu verwechseln mit der heute als z verschriftlichen Affrikate /ts/, die ebenfalls z geschrieben wurde und gleichfalls im Rahmen der 2. Lautverschiebung entstand.
Im Spätmittelhochdeutschen fielen das stimmlose s und das z zusammen und es entstand der heutige s-Laut, der je nach Sprecher entweder lamino-dental [s̪̻], lamino-alveolar [s̻] oder seltener apiko-alveolar [s̺] gesprochen wird. Auch das stimmhafte s ist nicht länger retrahiert und kann lamino-dental [z̪̻], lamino-alveolar [z̻] oder apiko-alveolar [z̺] gesprochen werden.
Das heutige sch geht in den meisten Fällen auf ein ursprüngliches sk [s̠̺k] zurück, das sich zunächst zu einem s-ch [s̠̺x] > [s̠̺ç] entwickelte und dann zum heutigen sch [⁠ʃ⁠]. Im Anlaut vor l, m, n, w (Schnee, Schwein) geht es jedoch auf ein älteres s zurück. In der heutigen Schreibung s für den sch-Anlaut vor t und p (Stein, Spinne), der in der Regel auch auf ersteres ursprüngliches s zurückgeht, wirkt dieser Unterschied nach. Davon getrennt zu betrachten ist die Palatalisierung von s und z hinter einem r, die erst nach dem Zusammenfall von s und z in der Übergangszeit vom Mittelhochdeutschen zum Frühneuhochdeutschen auftrat, so bei Kirsche, mhd. kirse oder Hirsch, mhd. hirz.

## Darstellung in Computersystemen
| Zeichen | Unicode Position | Unicode Bezeichnung          | Bezeichnung                            | Unicodeblock                |
| ------- | ---------------- | ---------------------------- | -------------------------------------- | --------------------------- |
| S       | U+0053           | LATIN CAPITAL LETTER S       | Lateinischer Großbuchstabe S           | Basis-Lateinisch            |
| s       | U+0073           | LATIN SMALL LETTER S         | Lateinischer Kleinbuchstabe s          | Basis-Lateinisch            |
| ſ       | U+017F           | LATIN SMALL LETTER LONG S    | Lateinischer Kleinbuchstabe Langes s   | Lateinisch, erweitert-A     |
| ß       | U+00DF           | LATIN SMALL LETTER SHARP S   | Lateinischer Kleinbuchstabe Scharfes s | Lateinisch-1, Ergänzung     |
| ẞ       | U+1E9E           | LATIN CAPITAL LETTER SHARP S | Lateinischer Großbuchstabe Scharfes S  | Lateinisch, weiterer Zusatz |

## s in statistischen Tabellen
Nach DIN 55301 (Gestaltung statistischer Tabellen) steht das Minuskel s , das einer Wertangabe (Zahl) in einem Tabellenfach nachgestellt ist für „geschätzte Zahl“ als wertergänzenden Zeichen, auch Qualitätsanzeigern (im Gegensatz zu wertersetzenden Zeichen). Genau so wird das Zeichen auch in Tabellen der amtlichen Statistik verwendet.

## Zitat
„S […], neunzehnter buchstabe unseres alphabets, mit dem namen es (HELBER syllabierbüchl. 4, 5 Roethe). der entsprechende laut gehört zu den dentalen geräuschlauten (spiranten), und sonderte sich schon in der urgermanischen zeit in eine harte und eine weiche stufe“